# Michał Kazimierz Kniażewicz
Michał Kazimierz Kniażewicz Lubecki herbu Murdelio odmienny (zm. w listopadzie 1710 roku) – podstarości żmudzki w latach 1706–1710, pisarz grodzki żmudzki w latach 1705–1706, ciwun Dyrwian Małych do 1710 roku, sędzia grodzki żmudzki w latach 1698–1703, stolnik brasławski w latach 1697–1703.
Poseł żmudzki na sejm pacyfikacyjny 1698 roku.